# Lettres d'une Péruvienne
Les Lettres d’une Péruvienne de Françoise de Graffigny paraissent dans leur première version en 1747. Ce roman épistolaire et sentimental relate la vie de Zilia, jeune femme inca, séparée de son fiancé, Aza, lorsqu’elle est enlevée par des conquistadors espagnols avant d’être ramenée de force en Europe. Elle est rachetée par un officier français, Déterville, qui la prend sous son aile. Elle apprend, petit à petit, à se faire une certaine place au sein de la société française, sans pour autant manquer de critiquer celle-ci. Le roman se clôt par une conclusion pour le moins surprenante pour l’époque, alors que Zilia refuse le statut traditionnel de soumission de la femme à un homme. Cette fin vaudra à l’œuvre de Graffigny un nombre considérable de réactions austères et de commentaires sévères de la part de ses contemporains, mais également l’intérêt de la critique littéraire féministe à partir des années 1960.
Le roman de Graffigny procède à une rude critique de la société française, permise par le décalage entre l’étrangère et sa société d’accueil. L’autrice s’attaque à la religion, à l’éducation, à la condition féminine et à la politique, pour ne nommer que quelques sujets. Martine Reid, critique littéraire française, ira même jusqu’à qualifier l’œuvre de Graffigny de « geste pré-féministe ».
Les Lettres d’une Péruvienne aura connu une aventure éditoriale hors du commun. Si une première édition du roman, dans sa version inachevée, paraît anonymement en 1747, ce n’est qu’en 1752 que paraîtra chez Duchesne une version définitive, signée par Françoise de Graffigny, contenant trois lettres supplémentaires ainsi qu'une introduction historique,. En cinquante ans, plus de quarante éditions voient le jour, et dès le XVIIIe siècle, des traductions en italien et en anglais paraîtront. Les Lettres d’une Péruvienne sont un si grand succès que les femmes de l’époque se font peindre « à la péruvienne » et que le roman fait naître une mode vestimentaire, si bien que l’œuvre sera rétrospectivement considérée comme un des premiers best-sellers de la littérature française.

## Résumé
Ce roman est écrit du point de vue d’une jeune Péruvienne nommée Zilia que les Espagnols viennent d’enlever de son pays. Elle communique avec son amant Aza par l’entremise de quipos, c’est-à-dire de cordons noués qui tiennent lieu d’écriture chez les Incas. Dans ses lettres, elle décrit les tourments qu’elle doit endurer lors de son voyage vers l’Europe. Le bateau espagnol sur lequel elle voyage est vaincu dans un combat naval avec un navire français. C’est à ce moment qu’elle rencontre Déterville, le capitaine du navire français, qui s’éprend d’elle. Il lui enseigne quelques mots de français, sans qu’elle ne les comprenne tout à fait ; il parvient cependant à la rassurer en communiquant avec elle par des regards et des gestes. Croyant que le bateau la porte vers une province lointaine de l’empire Inca, Zilia espère que son nouvel ami l’aidera à retrouver son chemin vers le Pérou.
Une fois arrivée en France, elle se rend compte que son séjour en Europe sera beaucoup plus difficile qu’elle ne l’avait imaginé. En apprenant à maîtriser la langue des Français, Zilia comprend que les gens ne sont pas toujours ce qu’ils semblent être, que souvent lorsque l’on dit quelque chose, l’intention est d’en dire une autre. C’est ce qu’elle explique d’ailleurs dans sa 16e lettre à Aza : « […] en général je soupçonne cette nation de n’être point ce qu’elle paraît ; l’affectation me paraît son caractère dominant. »
Alors que Zilia tente de trouver un moyen de retourner chez elle, Déterville lui avoue soudainement qu’il est amoureux d’elle. Cela complique sa situation, mais elle demeure fidèle à Aza.
L’histoire se termine après que Zilia a appris que son amant lui a été infidèle. À présent propriétaire d’une petite terre et d’une maison, elle décide de rester en France pour poursuivre son éducation personnelle, tranquille et paisible. Elle conserve une relation d’amitié avec Déterville et garde Aza à jamais dans son cœur malgré la trahison de ce dernier.

## Le roman épistolaire

### Les deux vagues du roman épistolaire auXVIIIesiècle
Le roman épistolaire est le genre le plus populaire en France au XVIIIe siècle. Les Lettres d’une Péruvienne s’inscrivent dans la deuxième vague narrative épistolaire du siècle. La première, dite « classique », se définissait en offrant « un espace relativement limité sur les plans géographiques, sociaux et nationaux, dépassant rarement, voire jamais, le milieu de la noblesse française, plus particulièrement parisienne, et ses environs immédiats, celle-ci constituant à la fois le sujet et le lieu de l'action du récit ». Le deuxième type narratif avait comme moyen de « représenter les préoccupations nationales, patriotiques ou interculturelles, le plus souvent par un étranger visitant la France et curieux d'y observer les coutumes et les mœurs; dans ces romans, la nouveauté et la naïveté du regard, en maintenant l'intérêt du lecteur, sont une façon spirituelle, plaisante — et bien du XVIIIe siècle — d'afficher un point de vue critique. Ainsi, Lettres d’une Péruvienne s’inscrit dans le second type de lettres, dites « exotiques ».

### Position desLettrespar rapport aux caractéristiques traditionnelles du roman épistolaire
Cette section exposera les caractéristiques générales du genre épistolaire, et en quoi Lettres d’une Péruvienne répond ou non à ces caractéristiques. Déterminer si un ouvrage répond au genre épistolaire est, selon Laurent Versini dans sa recherche Le roman épistolaire, une tâche ardue. Il soutient que « la question est [aujourd’hui] d’autant plus embrouillée qu’à l’origine, et pendant longtemps, la démarcation se fait mal entre lettres fictives, lettres authentiques […], lettres morales et lettres en vers ». Parmi ses questionnements, figurent les suivants : « Faut-il que les lettres soient en prose, aient un expéditeur […], et un destinataire identifiés ? Retiendra-t-on seulement les romans tout entiers composés de lettres, ou majoritairement ? ». Pour aider à répondre à ces questions, Versini, comme plusieurs autres chercheurs, adoptent la définition de Robert Adams Day. Un roman épistolaire serait selon ce dernier « tout récit en prose, long ou court, largement ou intégralement imaginaire dans lequel des lettres, partiellement ou entièrement fictives, sont utilisées en quelque sorte comme véhicule de la narration ou bien jouent un rôle important dans le déroulement de l’histoire.» Grâce à cette définition préliminaire, le roman Lettres d’une Péruvienne s’inscrit dans son genre de manière générale.
Cependant, il est possible de se pencher sur des caractéristiques plus spécifiques pour voir que le roman ne correspond pas en tout point au genre épistolaire traditionnel. D’abord, la forme narrative du roman épistolaire offre normalement des balises temporelles et spatiales explicitement indiquées. « Le roman épistolaire est une forme narrative où se posent de façon particulière les questions du temps et de l'espace, ne serait-ce que parce que toutes deux apparaissent inévitablement dans le paratexte, l'en-tête des lettres proprement dites, avant d'être thématisées dans le texte même». Ainsi, le paratexte, représentant les éléments périphériques à la lettre comme l’expéditeur (dans le vocabulaire de l’époque), le destinataire ou encore la date et la ville, devient presque aussi important que le contenu de la lettre elle-même. Or, aucun de ces éléments ne sont retrouvés en paratexte dans les Lettres d’une Péruvienne. Bien qu’on découvre que c’est le personnage de Zilia qui écrit à son amoureux Aza, par le contenu des lettres, aucune d’entre elles n’est signée. De plus, le destinataire n’est indiqué en en-tête que dans quatre des quarante-et-une lettres, soit les lettres XXXVII, XXXVIII, XXXIX et XLI, lorsqu’elles sont adressées à un destinataire différent, soit le Chevalier Déterville. Il en va de même pour les références spatiales, qui sont mentionnées sous le nom de Déterville, dans les quatre lettres qui lui sont adressées. Cependant, les lettres présentent leur destination plutôt que leur provenance. Les trois premières lettres adressées au chevalier ont pour destination Malte, et l’ultime lettre, Paris. Finalement, aucune lettre n’est datée, rendant difficile de savoir avec précision sur combien de temps se déroule l’action. Ainsi, Françoise de Graffigny joue avec plusieurs des règles du genre épistolaire, ne cadrant pas tout à fait dans le courant littéraire principal du siècle.
Le propre du genre épistolaire du XVIIIe siècle est d’offrir une multiplicité de points de vue, dans une narration polyphonique. Une fois de plus, Mme de Graffigny vient briser les normes. Son roman est écrit sous forme monodique. Cette écriture à une seule voix a pour effet de restreindre le point de vue à celui d’un seul personnage. L’absence des réponses d’Aza dans le livre– l’histoire ne dit pas s’il les reçoit, s’il y répond, ou même si Zilia les envoie réellement – rend l’échange unidirectionnel, venant briser les paradigmes du genre.
Finalement, l’autrice s’inscrit dans les traditions du genre au niveau du métadiscours. Le roman fut initialement publié anonymement en 1747, pour que le nom de l’autrice fût finalement divulgué en 1752 lors de l’édition définitive, grâce au privilège accordé par l’imprimeur seulement après une réception critique positive. Il s’agit d’ailleurs de l’une des premières fois où une femme publie un roman épistolaire et non une compilation d’échanges de lettres. Cependant, Françoise de Graffigny n’échappe pas au métadiscours traditionnel de l’époque, dans lequel les préfaciers prétendent ne pas être les auteurs des textes auxquels ils apposent leur nom. C’est d’ailleurs ce qu’on pourra un peu plus tard observer dans Les liaisons dangereuses de Laclos, souvent cité comme symbole de la forme romanesque épistolaire. De cette façon, Graffigny écrit dans l’avertissement que les lettres auraient été écrites et traduites par Zilia elle-même, et que les quelques corrections donnant « une tournure plus intelligible à de certains traits métaphysiques », seraient « la seule part que l’on ait à ce singulier ouvrage. ». Cela a pour effet de dissocier la romancière des propos évoqués.

### Les préjugés sur le genre épistolaire
À l’époque, Françoise de Graffigny faisait face à plusieurs préjugés sur le roman épistolaire. Même si le genre gagnait en popularité au XVIIIe siècle, les femmes de lettres étaient prises avec un paradoxe, comme le souligne Éric Paquin dans sa thèse de doctorat intitulée Le récit épistolaire féminin au tournant des Lumières et au début du XIXe siècle (1793-1837) : adaptation et renouvellement d'une forme narrative : 
« Le roman, la lettre : ces deux genres ont longtemps été connotés comme « féminins », en grande partie parce qu'assimilés au personnel, à l'intime. Mais curieusement, tandis que les correspondances privées ou publiques et le genre romanesque sont tous deux considérés comme les domaines privilégiés de l'expression féminine, le roman épistolaire ou roman par lettres, lui, particulièrement au XVIIIe siècle où il se développe, apparaît comme un domaine essentiellement masculin où s'affirme avec force le talent de ceux qui figureront parmi les « monuments » de la littérature ». 
Le fait même d’écrire un roman par lettres, renfermait un certain caractère paradoxal : « Deux traditions se dessinent vite dans la littérature épistolaire […] celle de la courtoisie, du culte de la femme idéalisée, prolongée par le pétrarquisme, et celle qui met en garde contre la traîtrise des femmes, ou si l’on veut, les deux courants, féministe et antiféministe. » 
Plus de deux siècles plus tard, dans son article de 1972, Otis Fellows semble entretenir ces préjugés quant à l’écriture des Lettres d’une Péruvienne. Il porte notamment à l’autrice des allégations de plagiat sur les Lettres persanes de Montesquieu, dont elle a pourtant revendiqué publiquement la filiation, ou encore, affirme que Françoise de Graffigny ne serait pas la véritable autrice de son roman. Toujours selon lui, elle serait la « parente pauvre de Rousseau, et c’est bien ainsi qu’elle se révèle dans ce petit roman fleur bleue, tout empli de sentiments élevés. ». Il va même jusqu’à attribuer le succès de Graffigny au « succès éclatant » de La Nouvelle Héloïse de Rousseau, ce qui est anachronique, puisque ce dernier roman vit le jour en 1761.

## Succès et réception critique de l'œuvre

### Premier succès
Le roman épistolaire les Lettres d’une Péruvienne est un double succès pour Françoise de Graffigny. Non seulement constitue-t-il l’œuvre majeure dans la carrière de l’écrivaine, mais il est aussi un grand succès littéraire de son époque : de leur publication en 1747 jusqu’en 1760, les Lettres d’une Péruvienne furent l’un des neuf romans français les plus lus . De 1747 à 1855, on compte la publication de 138 éditions et des traductions en neuf langues différentes, soit l’anglais, l’allemand, l’espagnol, l’italien, le portugais, le polonais, le danois, le suédois et le russe. Le succès du roman est tel qu’il se mérite une citation dans le Dictionnaire universel des sciences, des arts et des métiers, sans qu’on ne spécifie de qui elle provient, ce qui laisse présupposer qu’une majorité de lecteurs peuvent situer eux-mêmes l’extrait. Toutefois, malgré ce grand succès, les Lettres d’une Péruvienne sont peu à peu oubliées à partir de la Révolution Française. Comme beaucoup d’autres œuvres écrites par des femmes, le roman sera redécouvert et valorisé plus tard.
L’énorme succès des Lettres d’une Péruvienne, en partie attribuable à la plume de Françoise de Graffigny, a aussi été dûment réfléchi. C’est de manière tout à fait consciente que l’autrice s’est servie de divers éléments en vogue de l’époque, afin de s’assurer de la réussite de son œuvre. D’une part, le fait d’utiliser la forme épistolaire est davantage un choix stratégique qu’artistique, comme le confie l’autrice dans ses correspondances, ce qui lui permet de rejoindre d’emblée un plus large public. D’autre part, Françoise de Graffigny a intégré au roman plusieurs thèmes suscitant un grand intérêt au XVIIIe siècle, participant volontairement à un « phénomène de mode ». L’autrice a su en tirer parti : la sentimentalité, transposée dans un contexte « d’exotisme américain » et redoublée de réflexions philosophiques des Lumières, avait tout pour plaire au lectorat de l’époque.

### Deuxième succès posthume
Après avoir été oubliées pendant près de deux siècles, les Lettres d’une Péruvienne sont redécouvertes à la seconde moitié du XXe siècle dans le milieu critique anglo-saxon, par l’entremise des gender studies. Le personnage principal de Zilia, figure féminine forte qui porte un regard critique sur le statut des femmes, « inspire fructueusement les discours féministes». Avec une densité considérable de publications critiques récentes aux États-Unis, Françoise de Graffigny est devenue une « incarnation du féminisme à l’époque classique », et est perçue comme une des principales femmes de lettres d’Europe du XVIIIe siècle. Ce succès posthume, comparativement au premier principalement localisé en France, est davantage célébré du côté des États-Unis, où l’on s’attarde davantage à la teneur politique des enjeux du roman qu’à son style ou sa forme.

### Réception critique
D’une part, Les lettres d’une Péruvienne sont saluées pour le style de Madame de Graffigny. On couvre d’éloges l’écriture de la sensibilité dont elle fait preuve et on souligne le naturel, la tendresse et la finesse avec lesquels l’écrivaine dépeint les sentiments de Zilia. Or, ces louanges sont aussi relativisées par des reproches visant la cohérence de l’œuvre et ses dérogations au roman épistolaire. Un des éléments les plus critiqués du roman est le mélange de deux temporalités ainsi que les nombreux anachronismes qui en découlent. Le récit des Lettres d’une Péruvienne se déroule dans la société française du XVIIIe siècle, alors que le personnage principal de Zilia correspond plutôt à la conception du peuple inca qu’on se faisait au XVIe siècle. Entre autres, Zilia découvre un miroir, alors qu’historiquement, le peuple inca faisait déjà usage de cet objet. De plus, Zilia est amenée à apprécier l’opéra, désuet pour le XVIIIe siècle sous la forme présentée dans le récit. Ces deux anachronismes sont plutôt anecdotiques et ont été moins commentés qu’un autre plus flagrant. Avant que Zilia ne possède les capacités de s’exprimer en langue française, elle rédige des lettres à l’aide de quipos. Ces derniers, faits de nœuds tissés dans plusieurs fils, ne peuvent pas être utilisés pour composer des phrases complexes ou exprimer la subtilité des émotions, tel que François de Graffigny l’a établi dans le roman. Historiquement, ils servaient plutôt à tenir des comptes, un usage beaucoup plus simple que celui inventé par l’autrice. Déjà avertie des critiques à venir dans sa correspondance, Françoise de Graffigny ajoute un « avertissement au lecteur » avant le début du récit épistolaire. Signifiant au lecteur qu’elle a préféré « le paradoxe historique » à la vérité, elle présente ces incohérences comme un choix artistique délibéré. Un autre reproche adressé aux Lettres d’une Péruvienne touche plus particulièrement le regard critique que porte Zilia sur sa société d’accueil. Certains reprochent à la critique un manque de profondeur, alors que d’autres la considèrent trop dure.

### Écritures de fins alternatives
Toutefois, la majorité des critiques se concentrent sur les bris du code de la monographie épistolaire, dont la fin ouverte génère beaucoup de protestations. Zilia, au lieu de renoncer à son amour impossible avec Aza comme le voudrait la forme épistolaire sentimentale, lui reste fidèle puis choisit la solitude et la liberté. Certains lecteurs, frustrés d’être laissés devant une fin si inattendue, publient des suites au roman. Trois de ces suites sont publiées, augmentant la correspondance de plusieurs lettres. Dans ces fins alternatives, Zilia revient sur son choix de liberté en se mariant avec le chevalier Déterville ou avec le prince Aza, des finales beaucoup plus conventionnelles. Outre ces finales publiées sans l’approbation de l’autrice, de nombreuses adaptations inspirées du roman surgissent dans les années qui suivent. On y trouve, notamment, un opéra-comique, une héroïde et trois romans, mettant tous en scène des dérivés plus ou moins rapprochés du personnage de Zilia. Les nombreuses réactions, publications « pirates » et adaptations qu’ont générées les Lettres d’une Péruvienne sont très certainement la preuve du grand succès de l’œuvre dans sa contemporanéité. L’œuvre de Françoise de Graffigny, elle-même inspirée des Lettres portugaises, est devenue assez importante pour être imitée à son tour.

## Thèmes

### L'enjeu du langage
Bien que dans les Lettres d’une Péruvienne le langage ait une importance considérable comme élément formel, c’est en tant qu’élément même du récit qu’il trouve sa plus grande pertinence. Zilia, princesse inca transbordée en France, est étrangère à la langue de sa société d’accueil. Dans les dix-sept premières lettres adressées à Aza, Zilia utilise les quipos pour communiquer, un assemblage de cordons noués utilisés à des fins administratives. Or, Françoise de Graffigny fait des quipos un moyen d’expression aussi complexe que celui de la langue française, où de fines nuances sont possibles. Bien que la critique ait davantage retenu le caractère anthropologiquement incorrect des quipos dans le roman, ces derniers témoignent « d’une réflexion très approfondie sur les instruments et pratiques du langage». À travers Zilia qui passe des quipos au système graphique complexe de la langue écrite, l’autrice entreprend une métaréflexion du langage, « explorant une dimension nouvelle de la langue, où le rapport entre les signes et l’univers référentiel n’est plus immédiat». Zilia apprend la langue en effectuant le passage obligé du concret à l’abstrait. Enseignée au départ à désigner les objets et à exprimer ses volontés les plus simples, Zilia doit ensuite apprendre à formuler ses pensées. Ces nouvelles compétences langagières lui permettent d’accéder à un degré de nuances nouveau.
Toutefois, l’évolution d’un langage monosémique à un système plus complexe vient dénaturer son rapport aux choses. Non seulement doit-elle composer avec ces mots polysémiques, mais elle fait aussi face au dédoublement du langage par les actions. Sa langue natale est transparente et vraie, notamment grâce à l’adéquation entre le « propos et son objet». Dans une société où l’image de soi n’a pas besoin d’être « façonnée » de manière forcément « flatteuse » ou « mensongère », la langue n’a pas besoin de second degré. À l’opposé, la société française a pour norme une double performativité du langage : celui qu’on exprime verbalement, mensonger, et un second, plus vrai, associé au non-verbal, appelé « langage d’action». Zilia va comparer le langage de la société française aux meubles de bois plaqués en or. Au premier abord, la langue fait comme si elle était polie et douce, puis elle s’avère sans valeur puisque sa superficialité en cache l’artifice. Par cette métaphore, elle dénote la vanité de ces fausses richesses tout en critiquant plus largement la facticité des rites sociaux du langage. De par sa nature authentique et simple, Zilia, qui finit par maîtriser la langue française à la perfection, ne comprend pas la futilité des conversations. Dans ces lettres, elle milite plutôt « pour l’intelligence des codes » et pour retrouver l’adéquation entre le langage verbal et le langage d’action.

### L'accès au savoir
Pendant le Siècle des Lumières, « l’éducation s’impose comme un sujet de réflexion à la mode» et bon nombre de traités redéfinissent son importance. C’est toutefois sans remettre en question la valeur du savoir enseigné à la gent féminine qu’on aspire au progrès. Sans surprise, l’enseignement réservé aux femmes demeure superficiel, les formant davantage à la moralité et à leur utilité future au foyer. En tant que femme de lettres de cette époque, Françoise de Graffigny, dans les Lettres d’une Péruvienne, porte un regard critique sur l’accès au savoir des femmes. Elle-même mise à l’écart des hautes sphères de la connaissance et des milieux mondains, sa propre expérience semble transposée dans le parcours ardu de Zilia vers la connaissance. Cette dernière passe par plusieurs étapes avant d’atteindre un très haut niveau de savoir de la langue et de la culture, plus haut même que celui des autres personnages du roman. Au début du récit, Zilia doit apprendre impérativement la langue française. Ce faisant, telle une enfant, elle saisit la complexité du monde par les différents degrés d’abstraction qu’amène le langage. Afin de parfaire son instruction, Zilia est ensuite envoyée au couvent. Elle constate vite qu’elle n’est pas là pour satisfaire sa curiosité, mais bien pour retenir des gestes et des connaissances sans jamais en effleurer la profondeur. Dans la lettre XXXIV des Lettres d’une Péruvienne, la narratrice « proteste contre la vacuité et la dangerosité de l’éducation couventine» et déplore le fait que la femme est « vouée au futile et au superflu », « qu’elle n’a aucun savoir sur le monde et ne parle même pas correctement sa langue». Un renversement du pouvoir accordé par le savoir se produit ainsi au cours du roman : Zilia, qui poussée par sa soif d’apprendre découvre le goût de l’étude solitaire, et finit par surpasser ses contemporains et ses enseignants.
Dans cette même lettre XXXIV, Françoise de Graffigny, à travers le regard de l’héroïne, met en place plusieurs éléments qui critiquent la réification des femmes. C’est notamment en relevant la facticité du savoir qu’on leur enseigne qu’elle réprouve l’apprentissage d’une théâtralité, où les femmes doivent intégrer une culture du geste et du superficiel. Zilia écrit d’ailleurs dans cette lettre que « régler les mouvements du corps, arranger ceux du visage, composer l’extérieur, sont les points essentiels de l’éducation», une éducation qui destine les femmes à n’être finalement que des « figures d’ornement». On trouve écho à ces critiques dans la correspondance de Françoise de Graffigny, où cette dernière fait allusion à son intérêt pour le théâtre, mais surtout, à sa fascination pour l’artifice théâtral de ses spectateurs. Relevant, comme dans les Lettres d’une Péruvienne, « la fonction décorative exigée des femmes», elle dénote aussi la subtilité des codes qui régissent les dits et les non-dits. De par la récurrence du sujet dans ses correspondances, il n’est pas surprenant que l’apprentissage de la théâtralité soit un thème qui s’impose lorsque l’autrice critique l’éducation accordée aux femmes. Si l’autrice confère une essence ornementale à son sexe, ce n’est que pour mieux le comparer au personnage de Zilia qui cherche à se sortir de cette réification par l’accès au savoir. Puisque la société dans laquelle elle vit ne l’éduque pas à sa juste valeur, la narratrice des Lettres d’une Péruvienne entreprend un apprentissage à travers des lectures autonomes. C’est précisément à travers les livres que Zilia développe une réflexion quant à l’émancipation des femmes et le savoir : ce « goût de l’étude » est la clé du bonheur des femmes. Ainsi, Graffigny soulève le paradoxe auquel son sexe doit faire face : pour se sortir de l’ornementalité, les femmes doivent avoir accès au savoir, mais celui qu’on leur donne les confine au statut décoratif. En plus de critiquer cette impasse, la narratrice reproche aux femmes autour d’elle de s’éduquer pour plaire plutôt que pour elles-mêmes, se contentant du statut misérable dans lequel on les cantonne. Ce regard lucide sur l’accès au savoir et l’apprentissage de la théâtralité traverse tout le roman. Zilia, à travers la compréhension profonde des connaissances, parvient à « l’enlightened state », l’état recherché par la connaissance profonde au Siècle des Lumières.

### L'étrangère
L’aventure coloniale en Amérique a provoqué un engouement pour l’exotisme qui s’est introduit dans la littérature française. Au XVIIIe siècle, les récits de voyage constituent toujours une masse énorme et leur popularité est croissante. En France, l’exotisme littéraire fait apparaître le genre du roman épistolaire exotique. Lettres persanes, écrit par Montesquieu et publié en 1721, en est un exemple. Françoise de Graffigny lui fait une mention intertextuelle dans son «Avertissement », insinuant ainsi qu’elle souhaite à son tour informer les Français d’une autre culture. À ce roman, l’autrice emprunte le «regard étranger » comme outil critique de la société française en plaçant son héroïne dans une posture « d’espionne».
Graffigny souhaite que ses lettres agissent comme un correctif aux préjugés trouvés dans la littérature de voyage. Pour cela, elle donne à son œuvre un aspect de « document ethnographique authentique ». Pour informer le lecteur sur la culture lointaine des Incas, elle puise dans les Comentarios reales de los Incas (1609) de Garcilaso de la Vega el Inca, petit-neveu du poète Garcilaso de la Vega et contemporain de Cervantes. Elle y renvoie dans certaines de ses notes de bas de page, comme celles de sa lettre VII. À l’intention des lecteurs français, ces notes de bas de page contiennent des définitions et des explications de termes et de traditions du Pérou. Ces éléments culturels clés sont également évoqués dans l’« Introduction historique » qui précède le récit. Ils y sont célébrés avec des louanges ou décrits avec un fort souci du détail et du réalisme. Dans son « Avertissement », Françoise de Graffigny affirme la vérité de son récit en écrivant que Zilia a traduit elle-même ses premières lettres. Au XVIIIe siècle, l’exotisme littéraire respecte des critères de vraisemblance et de bienséance influencés par les normes esthétiques du classicisme au XVIIe siècle. Malgré cela, le contexte historique du roman est paradoxal, puisque l’héroïne est enlevée de son Pérou natal à l’époque de la conquête espagnole au XVIe siècle et est emmenée dans la société développée de la France du XVIIIe siècle. L’autrice est cependant consciente de cette condensation temporelle qu’elle assume pleinement.
Dans son « Avertissement », Graffigny écrit « Que ne doit donc pas craindre l’éditeur de cet ouvrage, en présentant au public les lettres d’une jeune Péruvienne, dont le style et les pensées ont si peu de rapport à l’idée médiocrement avantageuse qu’un injuste préjugé nous a fait prendre de sa nation ». En insistant sur le statut d’étrangère de Zilia, l’autrice souhaite se livrer à une critique de la société française sans concessions et sans craindre la censure. Prétexter que le point de vue est celui d’un personnage fictif, qui de plus, est une étrangère, rend ses propos acceptables. Exprimés par une femme issue de la noblesse, ils auraient été inconvenants.
Les Lettres d’une Péruvienne exercent un renversement de point de vue novateur. C’est-à-dire qu’elles ne présentent pas le point de vue du voyageur occidental sur l’étranger, mais une narration selon le point de vue du voyageur venu du Nouveau Monde. La focalisation interne permet de développer la psychologie du personnage étranger et féminin. Alors que Zilia a commencé le récit en observatrice passive de son destin, elle devient active au travers de sa découverte, puis de sa critique étoffée de la société d’accueil. D’abord surprise par la « différence de leurs manières », de leurs habits, de leurs attitudes et de leur langage, elle en qualifie les membres de « sauvages » à plusieurs reprises. Elle ne peut identifier ce que sont la médecine, les bateaux et les miroirs. Cette difficulté à comprendre l’Autre est réciproque, puisque la Péruvienne est observée avec ébahissement et dans le rire. Zilia oscille entre une résistance et une identification à la société française. Elle se préserve de l’acculturation par sa valorisation des mœurs péruviennes, son refus d’assimilation à la religion catholique et sa fidélité envers Aza. Son amant éternellement absent est le seul personnage qui lui ressemble et les quipos qu’elle utilise pour lui écrire servent non seulement à rendre leur histoire d’amour immortelle, mais à préserver son identité culturelle. Pour contrer l’isolement linguistique, Zilia apprend la langue de ses ravisseurs, mais elle s'en sert pour affirmer son indépendance vis-à-vis de Déterville. Jusqu’à la fin, elle conserve sa position de marginale, en tant que femme étrangère.

### La condition féminine au XVIIIe siècle
Lettres d’une Péruvienne éclaire le lecteur sur les limitations qu’impose aux femmes la structure sociale de la France du XVIIIe siècle en soulignant le désavantage des femmes en matière d’éducation, de mariage et d’insécurité financière. Le personnage de Zilia transgresse les conventions sociales et littéraires par sa critique de la condition féminine, par son désir d’écrire et d’apprendre, par son renoncement à l’amour et au mariage, ainsi que par son autonomie que lui octroient la solitude et le simple « plaisir d’être ». 
Le roman invite à une comparaison entre l’exotisme et le féminin, car avec son héroïne péruvienne, il explore la relation générale des femmes au savoir et à la raison. Cependant, l’identité sociale de Zilia est doublement désavantagée. Autant son genre féminin que son origine étrangère ont une influence sur son destin. Sa quête d’une place dans la société française rappelle celle de la femme de lettres, qui est tout aussi précaire. Ces ressemblances entre leurs sorts pourraient expliquer la récurrence du topos de la femme exotique dans les œuvres écrites par des françaises au XVIIIe siècle. Femmes de lettres et étrangères partagent cette condition féminine qui les freine dans leur accès à l’éducation et à la langue. Le personnage de Zilia, lors des six mois qu'elle passe dans un couvent, s’aperçoit de cette «éducation mal dirigée » qu’elle décrit comme le « chef-d’œuvre de l’inconséquence française ». Même si les efforts des ordres d’enseignement catholique en ont permis une amélioration, l’éducation des femmes demeure inadéquate aux yeux de l’héroïne qui critique son ambition de confinement des femmes dans la sphère domestique.
Dans sa lettre XXXII, Zilia écrit sur cette construction sociale du féminin mise en œuvre en France: « Toutes les femmes se peignent  le visage de la même couleur. Elles ont toujours les mêmes manières, et je  crois qu’elles disent toujours les mêmes choses». Cette fixation sur le physique plutôt que sur les qualités de l’âme est néfaste selon l'héroïne. Dans les deux lettres suivantes, elle poursuit sa réflexion sur le respect et le statut général accordés aux femmes dans la société qui l’accueille. C'est un choc culturel de se rendre compte du mépris dirigé envers les femmes auxquelles on attribue un statut de mineure. Pourtant, comme étrangère, Zilia sent que même parmi les femmes, elle continue d'être l’Autre éternelle.
La correspondance de Zilia avec Aza lui donne la possibilité de s’exprimer. C’est un pouvoir qu’elle n’a autrement pas, puisqu’elle est prise dans un isolement linguistique qui la réduit au silence. Déterville, malgré son apparente bonté, va jusqu’à lui mettre des mots dans la bouche en lui faisant répéter des phrases comme « oui, je vous aime ou bien je vous promets d’être à vous », ce qui est dépourvu de sens pour elle et seulement agréable pour lui. Avec la croissante maîtrise du français de la part de Zilia, le discours de la romance évolue vers un discours de la critique culturelle. Sa maîtrise de la langue lui permet de recevoir des nouvelles du sort d’Aza, mais aussi de nourrir sa propre curiosité intellectuelle. Sa passion pour l’apprentissage est représentée par le motif de la lumière, lié au Siècle des Lumières. Plus Zilia semble progresser intérieurement et se rapprocher du savoir, plus elle semble se distancier d’Aza, celui qu’elle décrivait initialement par des métaphores de la lumière.
Zilia échappe à la contrainte du mariage qu’elle perçoit comme une fatalité. Elle renonce à l’amour, puisque l’amour d’Aza est perdu et qu’il est le seul qui compte. Elle refuse la proposition d’union de Déterville et lui impose son choix quant à la nature de leur relation. Elle ne souhaite que de l’amitié, qui à ses yeux, vaut autant que l’amour. Déterville lui offre une demeure hors de Paris dans laquelle elle se retire. Cette autonomie que l’héroïne prend dans la finale du récit est tout de même partielle, car Zilia considère qu’elle sera unie, de façon sacrée et pour toute sa vie, avec Aza. Aussi, elle maintient un certain lien de dépendance avec Déterville qui lui a offert la maison et la comble de cadeaux. Le dénouement reste inattendu pour les contemporains et suscite de vives réactions. Ce débat entourant la fin du récit est décrit plus en profondeur dans la section « Écriture de fins alternatives » qui se trouve plus haut sur la page.
Zilia trouve finalement son propre espace alternatif qui lui correspond en tant que femme et étrangère au sein du système français, un espace qu’elle se réapproprie, comme elle l’a fait pour son langage et pour ses idées.    

## Lecture militante
Pour certains observateurs, Zilia est un personnage qui peut s'inscrire dans une perspective intersectionnelle en soi[pas clair], elle procède d’autant plus à[pas clair] appréhender elle-même sa condition par le biais d’une réflexion qui se rapporte, rétrospectivement, à une approche également intersectionnelle. Elle examine les différents réseaux de domination qui la contraignent dans toute leur complexité, soit une méthode intersectionnelle en soi.
La protagoniste des Lettres d’une Péruvienne ne serait pas uniquement aux prises avec sa condition de femme, mais également avec sa condition d’étrangère, ce que Florence Lotterie, professeure de littérature française, qualifie de « double exil, à la fois géographique et sexuel ». On pourrait même, en fait, aller jusqu’à parler de triple condition de dominée.
Zilia souffre d’abord de sa condition de femme. Mme de Graffigny, par le biais de la voix de sa protagoniste, procède à une réflexion sur la condition féminine. Si bien que dès la première lettre, Zilia témoigne de la violence vécue par les femmes à l’arrivée des conquistadors en territoire inca. Elle soutiendra plus loin que les femmes sont « condamn[ées] […] à l’ignorance », ou encore elle s’émouvra de l’oppression vécue par Céline, la sœur de Déterville. Néanmoins, Zilia refuse de se soumettre à la domination du sexe fort sur elle. Lorsqu’elle refuse le mariage pour plutôt s’adonner au « plaisir d’être », c’est qu’elle a compris que les rapports entre les hommes et les femmes sont des rapports de domination au sein desquelles elle serait moins heureuse. De plus, tandis que Zilia réfléchit à sa condition de femme, le roman travaille également à se construire une identité féminine et même « pré-féministe », notamment en privilégiant la voix féminine au sein des lettres. Marijn S. Kaplan souligne à ce propos : « la voix masculine y est […] réduite à un silence absolu, ce qui facilite le développement et l’autodétermination de l’identité féministe de Zilia. » Entre autres, la lettre XXIII consiste en un dialogue rapporté entre la protagoniste et Déterville, mais toujours par le biais des mots de Zilia, et donc à travers la voix féminine. La condition de Zilia est également déterminée par son identité ethnique. Mme de Graffigny construit l’identité de sa protagoniste, entre autres, par un grand nombre de références au mode de vie inca. Plus encore, elle procède à traduire l’ethnicité de Zilia en une posture de l’étrangère. En choisissant, pour sa protagoniste, des origines aussi éloignées des réalités françaises, elle assure à Zilia une altérité plurielle, autant au niveau de la race, que de la langue et de la religion. Ainsi, la jeune Inca est appréhendée comme l’Autre par son entourage. Elle sera entre autres discriminée par la mère de Déterville. Elle devra également subir la condescendance, les regards arrogants, les rires et les attitudes mesquines de la part de femmes de la haute société française.
Finalement, sa condition est également déterminée par sa classe sociale. La protagoniste de Mme de Graffigny se retrouve « entre deux classes ». Elle est à la fois une femme vendue à un officier français, et la protégée de ce même officier. Ainsi, tandis qu’elle affirme que Déterville est « loin de [la] traiter en esclave, il semble être le [sien] », elle dépend néanmoins de lui pour survivre au sein de la société française. Elle est également consciente du regard dominant posé par les classes supérieures sur les classes inférieures. « [Q]ue la manière méprisante dont j’entendis parler de ceux qui ne sont pas riches, me fit faire de cruelles réflexions sur moi-même! Je n’ai ni or, ni terres, ni industrie […]. O ciel! dans quelle classe dois-je me ranger? » écrit-elle. Zilia sait ne pas appartenir à la classe supérieure, mais elle sait également ne pas tout à fait appartenir à la classe inférieure. Malgré tout, si la protagoniste se trouve en marge des classes, il s’agit bel et bien d’une marginalité revendiquée. Elle aurait pu appartenir définitivement à la noblesse en acceptant le mariage avec Déterville, mais celle-ci le refuse. Plus encore, elle croit comprendre que les nobles sont, en vérité, malheureux et à plaindre. Elle ne veut, ainsi, se faire une place au sein d’aucune classe sociale à proprement parler.
Cette triple condition de dominée « fusionne » en Zilia, en ce sens qu’elle dirige le regard de l’autre. Les membres de la société française, peut-être à l’exception de Déterville et de Céline, semblent avoir les yeux rivés sur les caractéristiques identitaires de Zilia, qui font d’elle un élément « inférieur » de la société. Il n’y a cependant pas qu’une unique façon de lire la fusion de ces trois axes de réflexion, puisqu’il s’agit d’articulations identitaires et non d’une condition homogène. Les éléments identitaires qui caractérisent Zilia ne sont ni entièrement autonomes, ni une globalité figée, et agiront différemment selon le contexte social dans lequel se retrouve la protagoniste. Malgré tout, si l'on garde en tête ces trois axes de domination, la lecture de l’œuvre de Graffigny se fait avec une complexité nouvelle, avec une compréhension approfondie. Par exemple, une lecture intersectionnelle permet d’analyser la participation de la posture de triple dominée de Zilia au sein de la critique posée sur la société française par le roman. En effet, si le décalage entre l’étrangère et sa société d’accueil permet une critique des structures sociales et politiques de la France, le genre féminin de Zilia, quant à lui, vient d’autant plus légitimer la critique de la condition féminine. Plus encore, la posture « d’entre-deux-classes » de la protagoniste permet le regard critique, quoiqu’objectif, sur la domination d’une classe sur une autre, et même de remettre en question le système de classe dans sa totalité.

## Éditions
- Lettres d’une Péruvienne, A Peine, 1747    (Wikisource).
- « Lettres d'une Péruvienne », Paris, Duchesne, 1752 (archivé sur Internet Archive).
- Lettres d’une Péruvienne, Éd. et intro. Jonathan Mallinson, Oxford, Voltaire Foundation, 2002  (ISBN 9780729407502).
- Lettres d’une Péruvienne, Éditrice scientifique : Rotraud von Kulessa, Paris, Classiques Garnier, 2014  (ISBN 9782812425516).

### Ouvrages
- Bernard Bray et Isabelle Landy-Houillon, « Notice », dans Lettres Portugaises, Lettres d'une péruvienne et autres romans d'amour par lettres, Paris, GF Flammarion, 1983, p.239-247.  (ISBN 2-08-070379-X)
- Gilbert Mercier, Madame Péruvienne, Paris, Éditions de Fallois, 2008.
- Henri Sée, La vie économique et les classes sociales en France au XVIIIe siècle, Genève, Slatkine, 1982.
- (de) Rotraud von Kulessa, Françoise de Grafigny Lettres d’une Péruvienne Interpretation, Genese und Rezeption eines Briefromans aus dem 18. Jahrhundert, Stuttgart Metzler, 1997  (ISBN 9783476015761)
- Vierge du soleil, fille des lumières la Péruvienne de Mme de Grafigny et ses Suites, Strasbourg Presses universitaires de Strasbourg, 1989  (ISBN 9782868203359)
- Yves Citton, « Les spectres de la multiplicité. La littérature du XVIIIe siècle revisitée depuis ses dehors », dans Christie McDonald, Susan Robin Suleiman (dir.), French Global. Une nouvelle perspective sur l'histoire littéraire, Paris, Classiques Garnier, 2014, p.551-576.  (ISBN 9782812429798)
- (en) Julia V. Douthwaite, Exotic Women : literary heroines and cultural strategies in Ancien Régime  France, Philadelphie, University of Pennsylvania Press, 1992.

### Articles
- Anne E. Duggan, « A View from the 'Other' Side Zilia as Cultural Critic », Studi Francesi, Jan-Apr 2002, n° 46 (1 [136]), p. 41-53.

- Annie Rivara, « Les Lettres d’une Péruvienne de Mme de Graffigny et leur traduction par Miss Roberts (1774) », La Traduction du discours amoureux 1660-1830, Éd. Annie Cointre, Éd. Annie Rivara, Éd. et intro. Florence Lautel-Ribstein, Metz, Centre d’Études de la Traduction, Université de Metz; 2006, p. 65-77.
- Annie Rivara, «Y a-t-il des femmes des Lumières dans le roman du XVIIIe siècle ?», dans Dix-huitième Siècle, n° 36, 2004. Femmes des Lumières, Sylvain Menant (dir.), p. 255-272, <www.persee.fr/doc/dhs_0070-6760_2004_num_36_1_2611>.
- Aurora Wolfgang, « Intertextual Conversations The Love-Letter and the Footnote in Madame de Graffigny’s Lettres d’une Péruvienne », Eighteenth-Century Fiction, Oct 1997, n° 10 (1), p. 15-28.
- Béatrice Didier, « Les femmes et la diffusion des Lumières », Man and Nature / L'homme et la nature, 1988, n°7, p.23-52.
- Bonnie Arden Robb, « The Easy Virtue of a Peruvian Princess », French Studies A Quarterly Review, Apr 1992, n° 46 (2), p. 144-59.
- Bruce C. Cameron, « Love The Lightning Passion in Les Lettres péruviennes of Madame de Graffigny », Encyclia The Journal of the Utah Academy of Sciences, Arts, and Letters, 1979, n° 56, p. 39-45.
- Carol L. Sherman, « Love’s Rhetoric in Lettres d’une Péruvienne », French Literature Series, 1992, n° 19, p. 28-36.
- Carol L. Sherman, « The Nomadic Self Transparency and Transcodification in Graffigny’s Lettres d’une Péruvienne », Romance Notes, Spring 1995, n° 35 (3), p. 271-79.
- Charlotte Daniels, « Negotiating Space for Women Incest and the Structure of Graffigny’s Lettres d’une Péruvienne », RLA Romance Languages Annual, 1994, n° 6, p. 32-37.
- Charlotte Simonin, « Le théâtre dans le théâtre ou le spectacle de la salle à travers la correspondance de Mme de Graffigny », Lumen, 2003, no 22, p.103-116, <https://doi.org/10.7202/1012261ar>.
- (en) Christine Roulston, « No Simple Correspondence Mme de Graffigny as 'Epistolière' and as Epistolary Novelist », Esprit Créateur, no 40 (4),‎ hiver 2000 (p.31-37).
- (en) Christine Roulston, « Seeing the Other in Mme de Graffigny’s Lettres d’une Péruvienne », Eighteenth-Century Fiction, no 9(3),‎ avril 1997, p.309-326 (lire en ligne).
- D. J. Adams, « The Lettres d’une Péruvienne Nature and Propaganda », Forum for Modern Language Studies, 1992 Apr, n° 28 (2). p. 121-29.
- David Smith, « Aspects bibliographiques du paratexte chez Mme de Graffigny », Lumen, 2017, n°36, p.63-73.
- David Smith, « Graffigny Rediviva Editions of the Lettres d’une Péruvienne (1967-1993) », Eighteenth-Century Fiction, Oct 1994, n° 7 (1), p. 71-78.
- David Smith, « The Popularity of Mme de Graffigny’s Lettres d’une Péruvienne The Bibliographical Evidence », Eighteenth-Century Fiction, Oct. 1990, n° 3 (1), p. 1-20.
- Diane Fourny, « Language and Reality in Françoise de Grafigny’s Lettres d’une Péruvienne », Eighteenth-Century Fiction, Apr. 1992, n° 4 (3), p. 221-38.
- Didier Bertrand, « Les Styles de Graffigny Une Ecriture de la différence Analyse des Lettres d’une Péruvienne », Iris Graduate Journal of French Critical Studies, 1991, n° 5 (2), p. 5-15.
- Downing A. Thomas, « Economy and Identity in Graffigny’s Lettres d’une Péruvienne », South Central Review, Winter 1993, n° 10 (4), p. 55-72.
- Dylan Vanotti, « La lamentation dans les Lettres d'une Péruvienne de Françoise de Graffigny », Littératures,‎ 2019, p.9-35 (lire en ligne).
- English Showalter, Jr. « Les Lettres d’une Péruvienne Composition, publication, suites », Archives et Bibliothèques de Belgique/Archiefen Bibliotheekwezen in België, 1983, n° 54 (1-4), p. 14-28.
- Erin Isikoff, « The Temple, the Château, and the Female Space Nancy Miller’s Overreading of Graffigny’s Lettres d’une Péruvienne », Dalhousie French Studies, Winter 1995, n° 33, p. 15-26.
- Erin Lamm, « La force féminine dans Lettres d'une Péruvienne et Gigi », L'Érudit franco-espagnol, no 4,‎ 2013, p.38-49.
- Eugénia B. P. Leal, « Sentiment et goût de la nature dans les Lettres d’une Péruvienne de Mme de Graffigny », Studies on Voltaire and the Eighteenth Century, 1992, n° 304, p. 1281-84.
- Florence Lotterie, « La romancière et le philosophe, ou le sexe de la civilisation - La Lettre à Madame de Graffigny de Turgot (1751) », Littératures, no 36,‎ 1997, p.71-80.
- François Rosset, « Les Nœuds du langage dans les Lettres d’une Péruvienne », Revue d’Histoire Littéraire de la France, no 96 (6),‎ novembre-décembre 1996, p. 1106-1127 (www.jstor.org/stable/40533043).
- (en) Heidi Bostic, « The Light of Reason in Graffigny’s Lettres d’une Péruvienne », Dalhousie French Studies, no 63,‎ été 2003, p. 3-11 (lire en ligne).
- Helmut Meter, « Aux origines du roman sentimental Les Lettres d’une Péruvienne de Madame de Graffigny », Le Roman sentimental, Ellen Constans, Éd.,
- Janet Gurkin Altman, « A Woman’s Place in the Enlightenment Sun The Case of F. de Graffigny », Romance Quarterly, Aug 1991, n° 38 (3), p. 261-72.
- Janet Gurkin Altman, « Making Room for 'Peru' Graffigny’s Novel Reconsidered », Dilemmes du roman Essays in Honor of Georges May, Éd. Catherine Lafarge, Intro. Henri Peyre, Jean Boorsch, Saratoga, Anma Libri, 1990, p. 33-46.
- Janie Vanpée, « Être(s) sans papier et sans domicile fixe La Femme comme figure de l’étranger chez Graffigny », Françoise de Graffigny, femme de lettres écriture et réception, Éd. et intro. Jonathan Mallinson, Oxford, Voltaire Foundation, 2004. xxiv, p. 328-36.
- (en) Jennifer Yee, « Exoticism and colonialism », dans The Cambridge Companion to French Literature, Cambridge, Cambridge University Press, 2015, p. 151-167.
- Jo-Ann McEachern et David Smith, « Mme de Graffigny's Lettres d'une Péruvienne : Identifying the First Edition », Eighteenth-Century Fiction, 1996, n°1, p.21-35.
- Jonathan Mallinson, « Re-Présentant les Lettres d’une Péruvienne en 1752 Illustration et illusion », Eighteenth-Century Fiction, Jan 2003, n° 15 (2), p. 227-39.
- Juana Truel-Bressoud, « Notas en torno a Les Lettres d’une Péruvienne de Madame de Graffigny », Éd. Nancy Abraham Hall, Éd. Lanin A. Gyurko, Studies in Honor of Enrique Anderson Imbert, Newark, Cuesta, 2003, p. 289-304.
- Julia Simon, « On Collecting Culture in Graffigny The Construction of an 'Authentic' Péruvienne », Eighteenth Century Theory and Interpretation, Spring 2003, n° 44 (1), p. 25-44.
- Julia V. Douthwaite, « Relocating the Exotic Other in Graffigny’s Lettres d’une Péruvienne », Romanic Review, Nov. 1991, n° 82 (4), p. 456-74.
- Jurgen von Stackelberg, « Die Kritik an der Zivilizationsgesellschaft aus der Sicht einer 'guten Wilden' Mme de Graffigny und ihre Lettres d’une Péruvienne », Die franzosische Autorin Vom Mittelalter bis zur Gegenwart, Renate Baader, Dietmar Fricke, Wiesbaden, Athenaion, 1979, p. 131-45.
- Jürgen Siess, « Femmes de lettres des Lumières, images de soi dans la correspondance réelle », dans Dix-huitième Siècle, n° 36, 2004, p. 113-129,<https://www.persee.fr/doc/dhs_0070-6760_2004_num_36_1_2599>.
- Laura Brignoli, « Les Lettres d’une Péruvienne de Madame de Graffigny ou les (in)fortunes de la communication », Francofonia Studi e Ricerche Sulle Letterature di Lingua Francese, Autumn 1998, n° 35, p. 49-68.
- Limoges, Univ. de Limoges, 1990, p. 41-52.
- Lorraine Piroux, « The Encyclopedist and the Peruvian Princess The Poetics of Illegibility in French Enlightenment Book Culture », PMLA Publications of the Modern Language Association of America, Jan 2006, n° 121 (1), p. 107-23.
- Louis Étienne, « Essais et notices : Un roman socialiste d'autrefois », Revue des Deux Mondes Seconde Période, no 2,‎ 1871, p.454-464.
- Madeleine Dobie, « The Subject of Writing Language, Epistemology, and Identity in the Lettres d’une Péruvienne », Eighteenth Century Theory and Interpretation, Summer 1997, n° 38 (2), p. 99-117.
- Mamadi Keita, « La question de l’Autre dans les lettres d’une Péruvienne de Françoise de Graffigny », CLA Journal 47, n°4, 2004, p. 473-486.
- Marianne Charrier-Vozel, « L’autoportrait de l’épistolière au XVIIIe siècle : entre réalité et fiction », dans L'Épistolaire au féminin : Correspondances de femmes (XVIIIe – XXe siècle), Caen, Presses universitaires de Caen, 2006, <http://books.openedition.org/puc/10219>.
- Marie-Laure Girou Swiderski, « La République des Lettres au féminin : femmes et circulation des savoirs au XVIIIe siècle », Lumen, no 28, 2009, p. 1-28, <https://doi.org/10.7202/1012035ar>.
- Marijn S. Kaplan, « Epistolary Silence in Françoise de Graffigny’s Lettres d’une Péruvienne (1747) », Atlantis A Women’s Studies Journal/Revue d’Études sur les Femmes, Fall 2004, n° 29 (1), p. 106-12.
- Marijn S. Kaplan, « Le développement de l'identité féminine chez Françoise de Graffigny : Cénie et Lettres d'une Péruvienne », Atlantis, no 1,‎ 2007, p.6-14.
- Martine De Rougemont, « Jonathan Mallison (éd.), Françoise de Graffigny, femme de lettres. Écriture et réception, 2004 », Dix-huitième Siècle, 2005, n°37, p.742.
- Martine Reid, « Introduction », Revue de la BNF, 2011, vol. 3, n° 39, p. 2-5, <https://www.cairn.info/revue-de-la-bibliotheque-nationale-de-france-2011-3-page-2.htm>.
- Renaud Redien-Collot, « Les Lettres d’une Péruvienne ou les signes de la subversion dans l’écriture féminine de la première moitié du xviiie siècle », Francographies Bulletin de la Société des Professeurs Français et Francophones d’Amérique, 1997; 6 27-40.
- Robin Howells, « The Péruvienne and Pathos », French Studies A Quarterly Review, Oct 2001, n° 55 (4), p. 453-66.
- Silke Buys et Jean Mainil, Vocation et éducation de la femme dans le roman épistolaire féminin du XVIIIe siècle, l'histoire d'un contre-récit ou d'une résignation à son sort ?, Paris, Flammarion, 2011, 64 p. (lire en ligne)
- Stephanie M. Hilger, « Comment peut-on être Péruvienne? Françoise de Graffigny, a Strategic Femme de Lettres », College Literature, Spring 2005, n° 32 (2), p. 62-82.
- Suellen Diaconoff, « Betwixt and Between Letters and Liminality », Studies on Voltaire and the Eighteenth Century, 1992, n° 304, p. 899-903.
- Thomas M. Kavanagh, « Reading the Moment and the Moment of Reading in Graffigny’s Lettres d’une Péruvienne », Modern Language Quarterly, June 1994, n° 55 (2), p. 125-47.
- Thomas A. Downing, "Economy and Identity in Graffigny's "lettres D'une Péruvienne"." South Central Review, n°4, 1993, p. 55-72.

### Sites Internet
- « Lettres d'une péruvienne », Gallica : Bibliothèque Nationale de France, <https://gallica.bnf.fr/essentiels/graffigny/lettres-d-une-peruvienne>, page consultée le 30 octobre 2019.
- « Lettres d'une péruvienne », Voltaire Foundation of the University of Oxford, <http://www.voltaire.ox.ac.uk/book/lettres-dune-p%C3%A9ruvienne>, page consultée le 30 octobre 2019.
- Marc Escola, « Les Lumières, l'esclavage et l'idéologie coloniale, XVIII-XIXe s. », Fabula, 2017, <https://www.fabula.org/actualites/les-lumieres-l-esclavage-et-l-ideologie-coloniale-xviii-xixe-siecles_76071.php>, page consultée le 30 octobre 2019.

### Vidéos
- Martine Reid, « Martine Reid parle des Lettres d'une péruvienne », Gallica : Bibliothèque Nationale de France, <https://gallica.bnf.fr/essentiels/video/martine-reid-parle-lettres-peruvienne?iframe=true>m>, page consultée le 30 octobre 2019.